# UnitedHealthcare Pro Cycling Team/2015
Deze pagina geeft een overzicht van de Unitedhealthcare Pro Cycling Team-wielerploeg in 2015.

## Algemeen
Algemeen manager: Mike Tamayo
Ploegleiders: Hendrik Redant, Roberto Damiani, Jorge Romero, Rachel Heal
Fietsmerk: Wilier Triestina

## Transfers
| Inkomend        | Team 2014                   | Uitgaand         | Team 2015              |
| --------------- | --------------------------- | ---------------- | ---------------------- |
| Janez Brajkovič | Astana Pro Team             | Martyn Irvine    | Madison-Genesis        |
| Daniele Ratto   | Cannondale Pro Cycling Team | Aldo Ino Ilešič  | Team Vorarlberg        |
| Marco Canola    | Bardiani CSF                | Martijn Maaskant | Gestopt                |
| Tanner Putt     | Bissell Development Team    | Marc de Maar     | Roompot Oranje Peloton |
| Federico Zurlo  | Stage                       | Ben Day          | Gestopt                |
|                 |                             | Jeff Louder      | Gestopt                |

## Renners
| Naam               | Geboortedatum | Nationaliteit    | Ploeg 2014                  |
| ------------------ | ------------- | ---------------- | --------------------------- |
| Carlos Alzate      | 23-03-1983    | Colombia         |                             |
| Alessandro Bazzana | 16-07-1984    | Italië           |                             |
| Isaac Bolívar      | 09-05-1991    | Colombia         |                             |
| Janez Brajkovič    | 18-12-1983    | Slovenië         | Astana Pro Team             |
| Marco Canola       | 26-12-1988    | Italië           | Bardiani CSF                |
| Hilton Clarke      | 07-11-1979    | Australië        |                             |
| Jonathan Clarke    | 18-12-1984    | Australië        |                             |
| Lucas Euser        | 05-12-1983    | Verenigde Staten |                             |
| Davide Frattini    | 06-08-1978    | Italië           |                             |
| Robert Förster     | 27-01-1978    | Duitsland        |                             |
| Ken Hanson         | 14-04-1982    | Verenigde Staten |                             |
| Adrian Hegyvary    | 05-01-1984    | Verenigde Staten |                             |
| Christopher Jones  | 06-08-1979    | Verenigde Staten |                             |
| Luke Keough        | 10-08-1991    | Verenigde Staten |                             |
| Karl Menzies       | 17-06-1977    | Australië        |                             |
| John Murphy        | 15-12-1984    | Verenigde Staten |                             |
| Tanner Putt        | 21-04-1992    | Verenigde Staten | Bissell Development Team    |
| Daniele Ratto      | 05-10-1989    | Italië           | Cannondale Pro Cycling Team |
| Kiel Reijnen       | 01-06-1986    | Verenigde Staten |                             |
| Daniel Summerhill  | 28-01-1989    | Verenigde Staten |                             |
| Bradley White      | 15-01-1982    | Verenigde Staten |                             |
| Federico Zurlo     | 25-02-1994    | Italië           | Stage                       |

## Overwinningen
Joe Martin Stage Race
2e etappe: John Murphy
3e etappe: John Murphy
Eindklassement: John Murphy
Neuseen Classics-Rund um die Braunkohle
Winnaar: Robert Förster
Ronde van Utah
1e etappe: Kiel Reijnen
USA Pro Cycling Challenge
3e etappe: Kiel Reijnen
7e etappe: John Murphy
The Reading 120
Winnaar: Daniel Summerhill
2003 · 2004 · 2005 · 2006 · 2007 · 2008 · 2009 · 2010 · 2011 · 2012 · 2013 · 2014 · 2015 · 2016 · 2017 · 2018